# Carnaxide
Carnaxide era una freguesia portuguesa del municipio de Oeiras, distrito de Lisboa.

## Toponimia
El nombre Carnaxide puede ser una designación hija de la palabra árabe "carna-axide", que significa "montón de tierra roja", y que en consecuencia indica que Carnaxide ya estaba habitada en el momento de la invasión musulmana. Pero la palabra también puede derivarse del término celta "carne-achad", que significa "tierra de piedras sueltas". Ninguna de las teorías está probada, aunque sirven para confirmar la existencia de una población en este lugar, simultáneamente con la presencia de árabes y celtas en la "Península Ibérica".

## Historia
La freguesia era una de las tierras documentadas más antiguas de Portugal.
Fue suprimida el 28 de enero de 2013, en aplicación de una resolución de la Asamblea de la República portuguesa promulgada el 16 de enero de 2013 al unirse con la freguesia de Queijas, formando la nueva freguesia de Carnaxide e Queijas.
Carnaxide ha crecido mucho en los últimos años. En el censo de 2001 tenía una población de 21.354 habitantes.

## Economía
Su principal actividad económica ha estado ligada a empresas como EFACEC, Sumol o Mota-Engil, y al pequeño comercio.
Comparte con el municipio vecino (parroquia de Alfragide, Amadora) una de las principales zonas comerciales de Lisboa, con varios centros comerciales como Alegro (centro comercial), IKEA (el primero en Portugal), Decathlon (también el primero Portugal), Makro, Norauto, Seaside Centre, Media Markt, Moviflor, Continente (hipermercados), Jumbo, Tartaruga Imobiliária, etc.
Hasta 2019, también se ubicó la sede de la estación de televisión SIC (Sociedade Independente de Comunicação).

## Espacios públicos y equipamiento
Carnaxide cuenta con un centro cívico donde se ubican el Auditorio Ruy de Carvalho, el Consejo Parroquial, la Biblioteca Municipal Carnaxide, un centro de día y la Parroquia.
También cuenta con varios jardines, entre los que destaca el Jardín Fernando Pessoa.